# Mamunia
Mamunia è una canzone composta da Paul McCartney e pubblicata dal suo gruppo, i Wings, nell'album Band on the Run del 1973.

## Il brano

### Composizione
Riguardo al titolo, sono state avanzate numerose ipotesi. Mamunia significa, in arabo, "paradiso sicuro"; inoltre, lo stesso nome ha una casa a Lagos, in Nigeria, dove venne registrata buona parte di Band on the Run. Ma, nel numero 41 del fan magazine Club Sandwich, è stato riportato che i coniugi McCartney alloggiarono, a Marrakech, in un albergo con un nome simile. La canzone, anche se parla della pioggia di Los Angeles, venne ispirata dalla visita in Tunisia che i Wings fecero nel 1973. Il testo è molto simile a Rain, composta da John Lennon, che i Beatles pubblicarono nel 1966 come b-side di Paperback Writer, come dichiarato dall'autore.

### Registrazione
Mamunia venne registrata a Lagos durante un forte temporale; fu la prima traccia di Band on the Run ad essere registrata. Paul McCartney suona, fra i tanti strumenti, anche la chitarra acustica; la sua parte è eseguita nello stile fingerpicking, adoperato dal polistrumentista anche nei brani Rocky Raccoon e Mother Nature's Son del disco White Album del 1968. Durante le sedute di registrazione per l'LP, la band ebbe dei problemi con Fela Kuti, tra i massimi esponenti dell'afro-beat, il quale accusava i Wings di essere venuti in Nigeria per "rubare" la musica africana; l'equivoco si risolse appena il musicista sentì i nastri, ma è stato fatto notare che Mamunia è l'unica canzone che possa ricordare minimamente quel tipo di musica.
Un video della canzone, prodotto e diretto da Jim Quick, venne realizzato nel luglio 1974; nel filmato, principalmente animato, non compare McCartney. Il videoclip non venne trasmesso molte volte.

### Pubblicazione
Il brano venne pubblicato inizialmente come sesta traccia di Band on the Run, la prima del lato B. Per il venticinquesimo anniversario del disco, venne pubblicata la base musicale del pezzo nel disco bonus, come parte di un dialogo; il sopraccitato videoclip è stato incluso nel box-set The McCartney Years del 2007 e nel DVD della nuova versione di Band on the Run, pubblicata nel 2010. La canzone non venne mai eseguita dal vivo. Nelle prime copie del singolo Jet, nella seconda facciata venne inclusa Mamunia, ma all'inizio del 1974 venne sostituita con Let Me Roll It, venendo considerata una possibile a-side.

## Formazione
- Paul McCartney - voce, chitarra acustica, basso elettrico
- Denny Laine - cori, chitarra acustica
- Linda McCartney - cori, tastiere
- Musicista non accreditato - grancassa[1]

## Cover
- Larry Page ha incluso la sua cover di Mamunia sugli album John Paul George Ringo del 1996 ed Imagine dell'anno seguente[7]
- Don Fleming sul suo rifacimento di Band on the Run del 2003, il suo unico album[8]